# Astralium lapillus
Astralium lapillus là một loài ốc biểnthuộc họ Turbinidae.

## Mô tả
Kích thước vỏ của loài này thay đổi từ 14 mm đến 25 mm.

## Phân bổ
Loài ốc biển này xuất hiện ngoài khơi Philippines và Fiji .